# Rauvolfia rostrata
Rauvolfia rostrata är en oleanderväxtart som beskrevs av Markgr.. Rauvolfia rostrata ingår i släktet Rauvolfia och familjen oleanderväxter. Inga underarter finns listade i Catalogue of Life.